# (7852) Itsukushima
(7852) Itsukushima (7604 P-L) – planetoida z pasa głównego asteroid okrążająca Słońce w ciągu 3,76 lat w średniej odległości 2,42 j.a. Odkryta 17 października 1960 roku.